# Moord op de golflinks
Moord op de golflinks is een detective-misdaadverhaal van Agatha Christie. Het boek kwam oorspronkelijk in het Verenigd Koninkrijk uit in 1923 onder de titel The murder on the Links en werd verdeeld door The Bodley Head. Datzelfde jaar werd het boek in de Verenigde Staten uitgebracht door Dodd, Mead and Company. Een Nederlandstalige versie verscheen in 1952 en wordt tegenwoordig verdeeld door Luitingh-Sijthoff.

## Verhaal
Hercule Poirot ontvangt een brief van Paul Renauld met de vraag om zo snel mogelijk te komen naar zijn "Villa Geneviere" in het Franse (fictieve) Merlinville-sur-Mer. Kapitein Hastings vergezelt Poirot. Aan de toegangspoort vernemen ze van de politie dat Renauld werd vermoord: mevrouw Renauld werd 's nachts gekneveld door twee mannen en Paul werd ontvoerd. Zijn lichaam werd gevonden op het nabijgelegen golfterrein. Niet veel later wordt een ander lijk gevonden, wellicht van een zwerver, die minstens 48 uur eerder stierf.
Poirot gaat tezamen met de lokale inspecteur Giraud op onderzoek. De aanwijzingen die ze vinden, lijken overeen te komen met een moord die 22 jaar eerder werd gepleegd. Een jonge mevrouw Beroldy werd toen verdacht van de moord op haar man. Twee gemaskerde mannen zouden volgens haar zijn ingebroken in hun huis. Ze knevelden haar en vermoorden haar man. Uiteindelijk schreef Beroldy's minnaar, Georges Conneau, de politie dat hij de moord pleegde en vluchtte vervolgens. Giraud is daarom, in tegenstelling tot Poirot, van mening dat Jack Renauld de dader is. Jack is Paul's zoon die op reis zou zijn in Zuid-Amerika.
Poirot achterhaalt dat Paul Renauld in werkelijkheid Georges Conneau was. Na zijn geschreven bekentenis van de moord op meneer Beroldy vluchtte hij naar Canada, trouwde daar en kreeg een zoon. Daarna ging de familie naar Zuid-Amerika om zich vervolgens te vestigen in Frankrijk onder de naam Renauld. Daar verneemt Paul dat hun buurvrouw mevrouw Beroldy is die hem nu chanteert met de moord op haar man. Tot groot ongenoegen van Paul wordt zijn zoon ook nog eens verliefd op haar dochter Marthe.
Wanneer op Paul's grond een zwerver sterft, krijgt hij een idee. Hij laat zowat iedereen uit de buurt die hij kent voor enige tijd verdwijnen. Zijn zoon stuurt hij naar Zuid-Amerika, zijn secretaris naar Engeland, de chauffeur krijgt verlof, ... Paul kleedt de zwerver met een van zijn kostuums en verminkt zijn gezicht zodat dit onherkenbaar wordt. Daarna wil hij het lijk dumpen in een put op het golfterrein. Ten slotte zou Paul met de laatste trein vertrekken. Zijn vrouw zou enige tijd na de begrafenis (van de zwerver) achterna reizen. Echter, terwijl Paul de put aan het graven was, werd hij door iemand neergestoken. Poirot achterhaalt dat Marthe de dader is.

## Verfilming
Het boek werd verfilmd als onderdeel van Agatha Christie's Poirot met David Suchet in de rol van Hercule Poirot. Deze verfilming wijkt op drie grote punten af met het originele verhaal:
- In het boek zijn Poirot en Hastings in Londen wanneer ze Paul's brief krijgen. In de film verblijven ze al in het hotel van Paul in Deauville.
- De moord op Paul Renauld is in de film tien jaar na de moord op Beroldy. Hierdoor werd de rol van Jack aangepast zodat hij Paul's stiefzoon wordt. Ook zijn er in de film meer aanwijzingen dat hij een groter motief heeft dan in het boek.
- In de film werd het personage Dulcie verwerkt in de rol van Bella.